# Omotonus
Omotonus is een geslacht van beekkevers (Elmidae). De wetenschappelijke naam van het geslacht werd in 1963 gepubliceerd door J. Delève.
Deze kevers komen voor in tropisch Afrika.

## Soorten[1]
- Omotonus angolensis Delève, 1963 - komt voor in Angola en Liberia.
- Omotonus bertrandi Delève, 1963 - Angola.
- Omotonus browni Wiezlak, 1987 - Kameroen.
- Omotonus kwangolensis Delève, 1963 - Congo-Kinshasa, Congo-Brazzaville.
- Omotonus notabilis (Grouvelle, 1898) - Congo-Kinshasa, Congo-Brazzaville, Zambia.
- Omotonus spinicaudatus (Hinton, 1935) - Congo-Kinshasa, Congo-Brazzaville, Gabon, Sierra Leone.